# Odznaka Honorowa za Zasługi dla Energetyki
Odznaka Honorowa za Zasługi dla Energetyki – polskie resortowe odznaczenie cywilne, zaszczytne honorowe wyróżnienie ustanowione rozporządzeniem Rady Ministrów z dnia 30 listopada 2001, wówczas pod nazwą odznaka honorowa „Za zasługi dla Energetyki”. Obecna nazwa obowiązuje od 2021. 
Odznaka jest jednostopniowa. Zastąpiła nadawaną uprzednio odznakę „Zasłużony dla Energetyki”.

## Zasady nadawania
Odznakę nadaje się pracownikom energetyki, członkom organizacji zawodowych i społecznych oraz innym osobom fizycznym, w tym cudzoziemcom, za szczególne osiągnięcia w zakresie nowych rozwiązań technicznych, prac badawczych, we wdrażaniu najnowszych osiągnięć techniki światowej i produkcji urządzeń energetycznych.
Odznakę nadawał minister właściwy do spraw gospodarki, a od 2016 przyznaje ją minister właściwy do spraw energii, z własnej inicjatywy albo na wniosek innych organów. Odznaka może być nadana tej samej osobie tylko raz. Wraz z odznaką wręcza się legitymację.

## Opis odznaki
Odznaka ma kształt krążka średnicy 33 mm w kolorze srebrnym, wykonana jest z metalu. Na awersie pokrytym niebieską emalią widnieje stylizowany, biało emaliowany wizerunek słupa linii napowietrznej z zaznaczonymi przewodami elektrycznymi i z biegnącym poniżej łukiem napisem: ZA ZASŁUGI DLA ENERGETYKI. Na rewersie, pośrodku, są umieszczone inicjały: RP, poniżej wyodrębnione miejsce na numer kolejny nadanej odznaki.
Odznaka jest zawieszona na wstążce o szerokości 30 mm, wykonanej z rypsu jedwabnego, z biało-czerwonym paskiem o szerokości 6 mm pośrodku i dwoma, równej szerokości, żółto-czarnymi paskami po bokach, przy czym paski zewnętrzne są w kolorze żółtym. Wstążka górą jest przeciągnięta przez podłużny otwór w metalowej listewce wysokości 12 mm i szerokości 33 mm, w kolorze srebrnym, ze stylizowanym wizerunkiem turbiny wodnej i falami po jej bokach; na odwrocie listewki jest zamocowane zapięcie.
Odznakę nosi się na lewej stronie piersi, w kolejności za odznaczeniami państwowymi.